# Dědečkův velký útěk
Dědečkův velký útěk (anglicky Grandpa's Great Escape) je dětský román anglického spisovatele Davida Walliamse. Knihu ilustroval Tony Ross. V roce 2015 ji publikovalo nakladatelství HarperCollins, pro české čtenáře knihu přeložila Veronika Volhejnová a vydalo ji roku 2016 nakladatelství Argo. Kniha se dočkala filmové adaptace, kterou jako první odvysílala britská stanice BBC One na Nový rok 2018.
Příběh vypráví o dvanáctiletém Jackovi, který se snaží zachránit svého starého a zmateného dědečka z domova důchodců. Během útěku společně zažijí velké dobrodružství. „V knize se řeší problematika Alzheimerovy choroby, rodinné vztahy a čtenáři se navíc dozvědí také něco z historie.“

## Děj
Děj se odehrává roku 1983 v Londýně. Hlavními postavami jsou dvanáctiletý Jack a jeho dědeček, který byl v mládí pilotem u Královského letectva. Létání je dědečkovou celoživotní vášní, jež přenesl i na svého vnuka. Jackovi často vypráví o svých dobrodružstvích. Dědeček trpí Alzheimerovou chorobou, je velmi zmatený. Stále věří, že létá jako stíhač Královského letectva a bojuje v bitvě o Anglii. Jediný, kdo má pro dědečka pochopení, je Jack. Poté, co dědeček už po několikáté uteče z domu, umístí Jackovi rodiče, na doporučení kněze Swine, dědečka do domova důchodců. Tento domov se jmenuje Sídlo soumraků a ředitelkou je podivná paní Prassnitzová. Jackovi se na ní od začátku něco nezdá. Paní Prassnitzová a její ošetřovatelky totiž zacházejí s klienty domova otřesnými způsoby. Mají dokonce místnost, v níž hromadí jejich neprávem zabavený majetek. Jack se tedy rozhodne, že dědečka ze Sídla soumraků odvede. Společně naplánují útěk. Z domova zachrání i ostatní „staříky“. Na útěku prožijí Jack s dědečkem velké dobrodružství. Vloupají se do Imperiálního válečného muzea a ukradnou tam vystavený Spitfire.  Po překonání několika úskalí nakonec s letadlem vzlétnou do oblak. Policie je však pronásleduje a požaduje po nich okamžité přistání. Zmatený dědeček se nechce za žádnou cenu vzdát. Řekne Jackovi, aby vyskočil z letadla a zachránil se. Jack poslechne. S padákem přistane na zahradě Buckinghamského paláce. Dědečkovo letadlo stoupá výš a výš do atmosféry.
Týden na to se koná dědečkův pohřeb. Spitfire ani dědeček se však nikdy nenajdou. Na pohřbu se sejdou všichni lidé a vzpomínají na dědečka jako na hrdinu. Jack si v polovině pohřbu uvědomí, že vikář Swine a ředitelka Sídla soumraků jsou tatáž osoba. Když senioři zjistí, jak byli podvedeni, vrhnou se na vikáře i jeho komplice.
Tu noc se Jackovi zdá, že na měsíčné obloze vidí siluetu Spitfiru a v něm svého dědečka. Tento sen se mu každý večer opakuje.

## Přijetí díla a interpretace
David Walliams vtáhne čtenáře ihned do děje. Ve svých dílech kromě humoru, lumpáren, akce a dobrodružství, otvírá také silná existenciální témata jako je bezdomovectví, rozvrácená rodina, týrání, válka či smrt. Je srovnáván s Roaldem Dahlem.
April Spisak napsala, že po knize Ďábelská zubařka se Dědečkův velký útěk řadí k dalším Walliamsovým počinům, které zobrazují dospělé, jímž je dobré se vyhnout. Myslí tím postavy provozující domov pro seniory zvaný Sídlo soumraků.
Jean Webb ve své práci uvedla, že způsob, jakým Walliams vykresluje dědečka je citlivý a zároveň prokazující úctu. Tato autorka upozorňuje také na fakt, že v dnešní době existuje stále více anglicky psaných knih pro děti, v nichž je zastoupena tematika Alzheimerovy choroby. Dle ní tyto publikace napomáhají k porozumění mezi generacemi.